# Pōmare III
Pōmare III, né le 25 juin 1820 à Tahiti et mort le 8 janvier 1827 à Moorea, est un membre de la dynastie royale des Pōmare, qui devient le troisième roi de Tahiti en 1821, après la mort de son père Pōmare II, sous la régence de sa mère, la reine Teremoemoe. Couronné à l'âge de quatre ans, il meurt en 1827, laissant le trône à sa sœur aînée, la princesse Aimata, proclamée reine sous le nom de Pōmare IV.

## Biographie
Teriʻitaria Pōmare naît à Papofai, le 25 juin 1820 et est baptisé le 10 septembre. Seul fils du roi Pōmare II, il accède au trône à la mort de son père, le 7 décembre 1821, à l'âge d'un an sous le nom de Pōmare III.
Le règne de Pōmare III correspond à une période de régence. Celle-ci est exercée par sa mère, la reine Teremoemoe, sa tante Teriitaria et par le chef du district de Porionuu, Paiti, sous le contrôle des missionnaires de la London Missionary Society, notamment Henry Nott et John Orsmond.
Profitant de la faiblesse des Pōmare, les chefs locaux récupèrent une partie de leur pouvoir et prennent le titre héréditaire de « Ta’vana » (issu de l’anglais governor). Les missionnaires en profitent aussi pour modifier l’organisation des pouvoirs, et rapprocher la monarchie royale tahitienne d’une monarchie constitutionnelle sur le modèle anglais. Ils créent ainsi l’assemblée législative tahitienne qui siège pour la première fois le 23 février 1824.
La cérémonie de couronnement du jeune roi a lieu le 21 avril 1824.
De santé fragile, il meurt de dysenterie le 8 janvier 1827 à l'âge de 6 ans. Sa sœur aînée, la princesse Aimata, lui succède sous le nom de Pōmare IV.